# Némésis (Stargate)
Pour les articles homonymes, voir Némésis (homonymie).
Némésis est le dernier épisode de la saison 3 de la série télévisée Stargate SG-1. Écrit par Robert C. Cooper et réalisé par Martin Wood, l'épisode a été diffusé pour la première fois au Royaume-Uni sur Sky One le 11 février 2000 et a eu sa première américaine sur Showtime le 8 mars 2000. L'épisode met en place les réplicateurs comme nouvel ennemi majeur et se termine par un cliffhanger qui se termine dans le premier épisode de la saison 4 Victoires illusoires.
Il a été le premier épisode de la série à être filmé entièrement en 35 mm, auparavant elle était tournée au format 16 mm. Les effets visuels marquent aussi un tournant pour la série, l'épisode a d'ailleurs été nommé pour un Emmy Award dans la catégorie « Meilleurs effets visuels pour une série » et a remporté un Leo Award pour le « Meilleur son dans une série dramatique ».

## Résumé
Le colonel O'Neill se fait enlever au sein même du SGC par un rayon téléporteur Asgard qui le fait disparaître. Il arrive alors sur le vaisseau Beliskner de Thor qui est complètement infesté par des Réplicateurs. Ce dernier, gravement blessé lui explique la situation : les Réplicateurs connaissent l’existence de la Terre et souhaitent l'envahir .

## Distribution
- Richard Dean Anderson : colonel Jack O'Neill
- Michael Shanks : Dr Daniel Jackson / Thor
- Amanda Tapping : major Samantha Carter
- Christopher Judge : Teal'c
- Don S. Davis : major général George Hammond
- Colin Cunningham : major Paul Davis
- Gary Jones : sergent Walter Harriman
- Guyle Fraizer : technicien

 Sauf indication contraire, les informations mentionnées dans cette section peuvent être confirmées par la base de données cinématographiques IMDb,  présente dans la section « Liens externes ».

## Production
C'est le premier épisode de la série à être filmé entièrement en 35 mm, durant les trois premières saisons ce format n'était réservé qu'à de rares scènes nécessitant des effets spéciaux. Les réplicateurs sont un nouvel ennemi récurrent qui est introduit lors de cet épisode, même si une brève mention en avait été faite au début de la saison dans l'épisode Diplomatie.
Les effets spéciaux sont également présents en grand nombre, même si c'est l'épisode suivant qui en montrera le plus. Le superviseur des effets visuels James Tichenor considère qu'il fait partie des épisodes qui peuvent impressionner les électeurs de l'Academy of Television Arts and Sciences pour les récompenses des Emmy Awards.